# Macrocyclops bistriatus
Macrocyclops bistriatus is een eenoogkreeftjessoort uit de familie van de Cyclopidae. De wetenschappelijke naam van de soort is voor het eerst geldig gepubliceerd in 1838 door Koch.